# Lista de ironclads da Áustria-Hungria

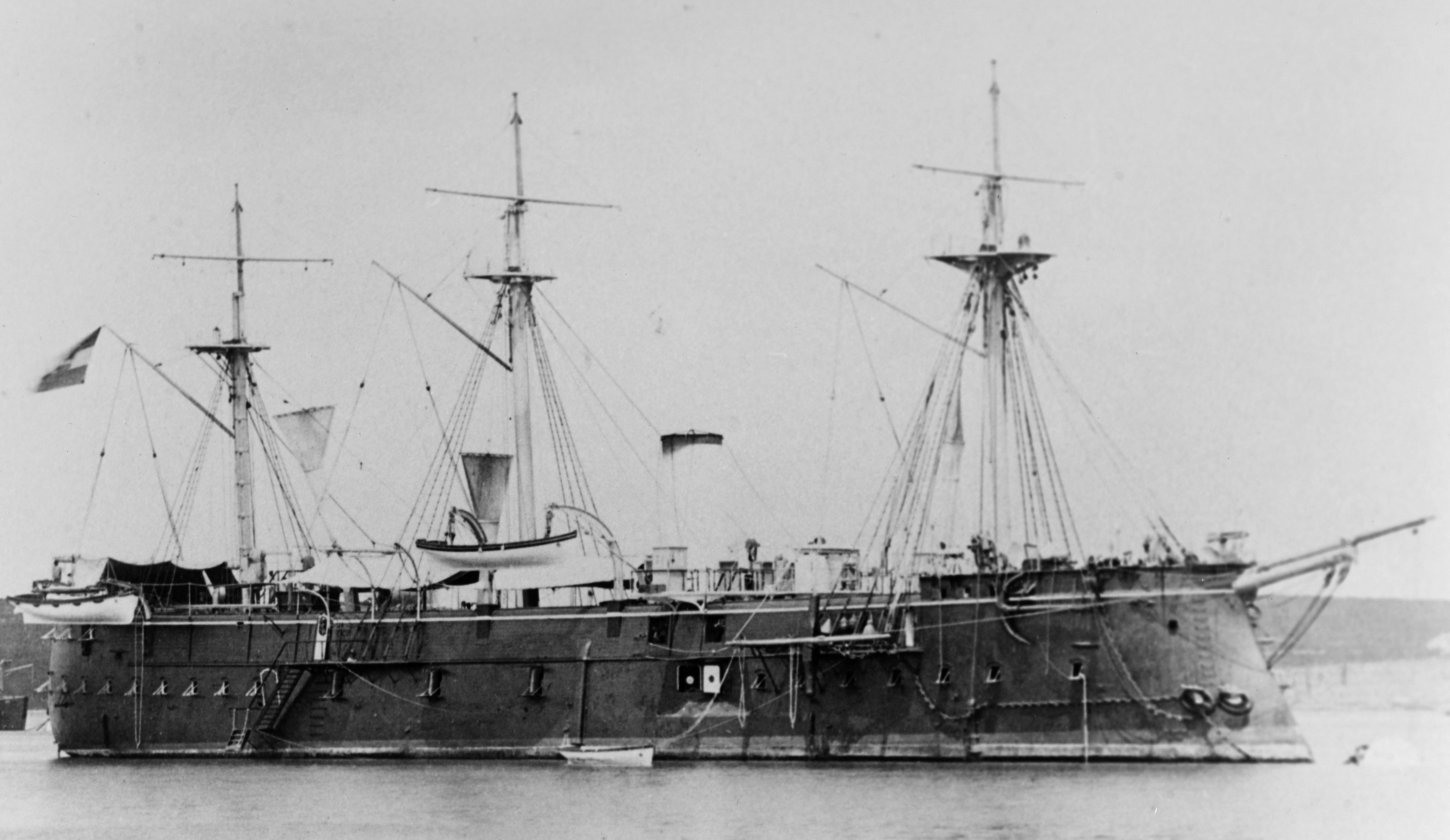
O Prinz Eugen da segunda Classe Kaiser Max, um dos últimos ironclads austro-húngaros de bateria central

A Marinha Austríaca e Marinha Austro-Húngara construíram uma série de ironclads de diferentes tipos entre as décadas de 1860 e 1880. A primeira geração foram sete navios de bateria lateral da Classe Drache, Classe Kaiser Max e Classe Erzherzog Ferdinand Max, que formaram o núcleo da frota austríaca envolvida em uma corrida armamentista com a Itália e que derrotou a Marinha Real Italiana em 1866 na Batalha de Lissa. O contra-almirante Wilhelm von Tegetthoff usou táticas de abalroamento para vencer a batalha, o que influenciou o projeto da segunda geração de ironclads. Estes eram o SMS Lissa, SMS Custoza, SMS Erzherzog Albrecht e o reconstruído navio de linha SMS Kaiser, construídos entre o final da década de 1860 e início da de 1870. Eles eram navios de bateria central capazes de dispararem canhões à vante e ré, uma necessidade durante abalroamentos já que bateria laterais não podiam serem usadas nessas situações.
Tegetthoff morreu em 1871 e foi sucedido no comando da Marinha Austro-Húngara pelo vice-almirante barão Friedrich von Pöck. Este carecia do prestígio de seu predecessor e teve enormes dificuldades de conseguir dinheiro do Conselho Imperial austríaco e Dieta húngara para novos ironclads. Pöck foi forçado a recorrer a um subterfúgio a fim de construir os três navios da Classe Kaiser Max em meados da década de 1870, afirmando que eram reconstruções da classe anterior de mesmo nome mas na verdade sendo ironclads totalmente novos com apenas alguns materiais reutilizados de seus predecessores. Ele também conseguiu aprovação para a construção de duas embarcações novas, o navio de bateria central SMS Tegetthoff em 1876 e o navio de barbeta SMS Kronprinz Erzherzog Rudolf em 1881. Seu sucessor, o vice-almirante barão Maximilian Daublebsky von Sterneck, recorreu ao mesmo subterfúgio para construir o SMS Kronprinzessin Erzherzogin Stephanie.
Nenhum dos ironclads da segunda geração teve algum serviço ativo significativo, resultado de orçamentos navais pequenos, algo que muito restringiu as atividades navais no final do século XIX. Os ironclads mais antigos foram desmontados nas décadas de 1880 e 1890, com os sobreviventes sendo reduzidos para funções secundárias no início da década de 1900, como defesa portuária e atividades de treinamento, com apenas o Kronprinz Erzherzog Rudolf ainda operacional na capacidade de navio de guarda. Foi o único ironclad austro-húngaro a ter um serviço ativo na Primeira Guerra Mundial, porém nunca chegou a entrar em combate. A maioria das embarcações foram entregues à Itália como prêmios de guerra ao final do conflito, porém o Kronprinz Erzherzog Rudolf e o SMS Kaiser Max foram entregues para o Reino dos Sérvios, Croatas e Eslovenos. Os outros foram todos desmontados na década de 1920, com exceção do Erzherzog Albrecht, que foi convertido em um alojamento flutuante e permaneceu com os italianos até 1950.
| Armas principais | Número e tamanho dos canhões da bateria principal         |
| Deslocamento     | Deslocamento do navio totalmente carregado                |
| Propulsão        | Número e tipo do sistema de propulsão e velocidade máxima |
| Batimento        | Data em que o batimento de quilha ocorreu                 |
| Lançamento       | Data em que o navio foi lançado ao mar                    |
| Comissionamento  | Data em que o navio foi comissionado em serviço           |
| Destino          | Fim que o navio teve                                      |

## Ironclads de bateria lateral

### ClasseDrache

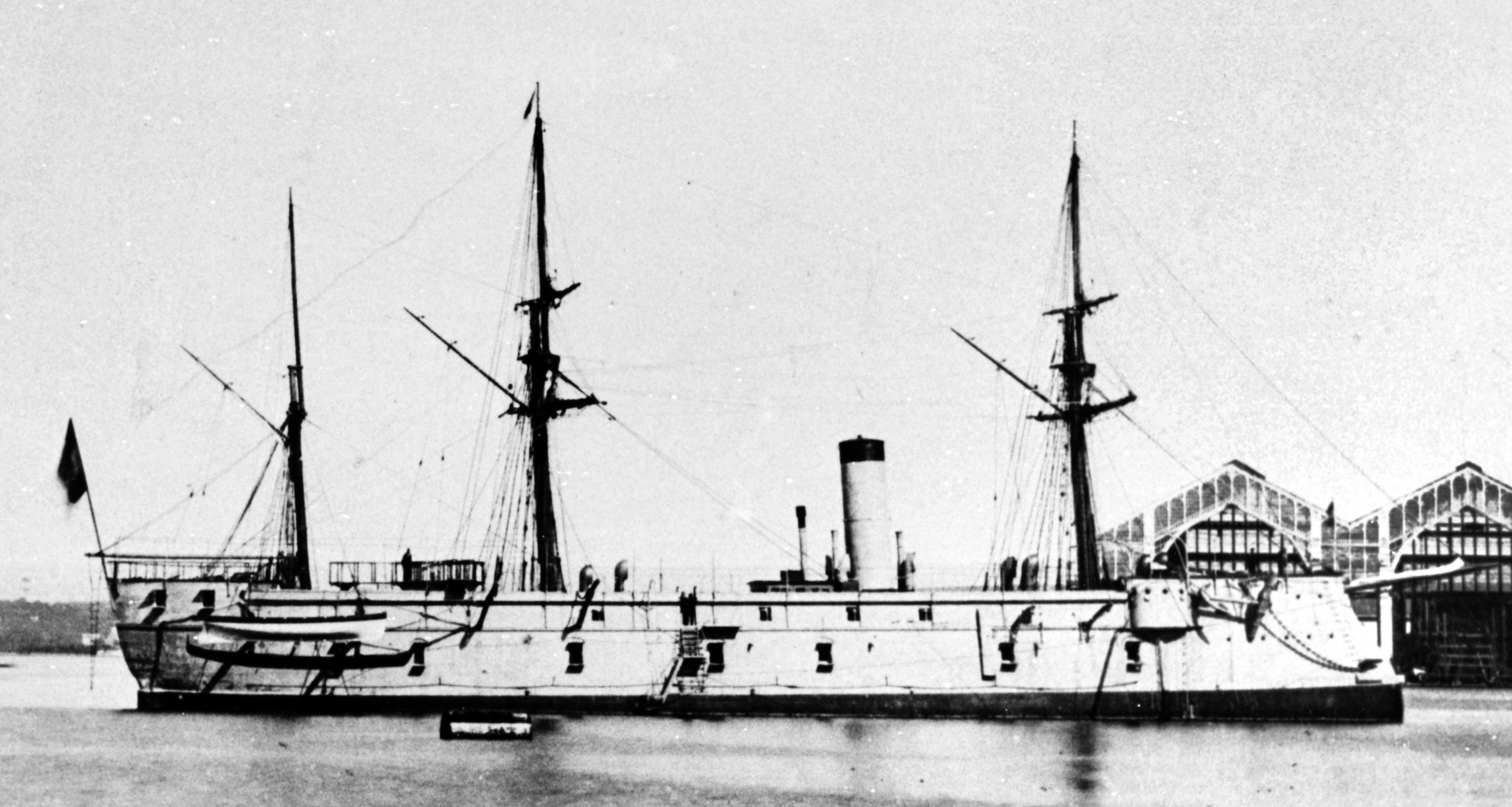
O Drache c. 1867–1868

A principais potências europeias iniciaram programas de construção para modernizarem suas frotas diante dos novos desenvolvimentos tecnológicos depois do lançamento do francês Gloire em 1859. A Marinha Austríaca, sob a direção arquiduque Fernando Maximiliano, o Comandante Naval, encomendou dois novos navios em 1860 em resposta aos dois ironclads da Classe Formidabile da Marinha Real Italiana. As embarcações austríacas foram projetadas por Josef von Romako, o Diretor de Construção Naval. Eles eram ironclads de bateria lateral pequenos com uma bateria principal de 28 canhões. Seu projeto serviu de base para as sucessoras Classe Kaiser Max e Classe Erzherzog Ferdinand Max, que formaram o núcleo da frota austríaca no início da década de 1860.
Os dois ironclads foram mantidos em águas austríacas como proteção contra um possível ataque dinamarquês durante a Guerra dos Ducados do Elba em 1864, mas os inimigos permaneceram no Mar do Norte e Mar Báltico no decorrer do conflito. Dois anos depois, na Guerra Austro-Prussiana contra Prússia e Itália, o Drache e o Salamander participaram da Batalha de Lissa, onde a frota austríaca conseguiu uma vitória decisiva contra a frota italiana. Durante a batalha, o Drache destruiu o navio de defesa de costa Palestro, porém foi danificado pela artilharia italiana, já o Salamander não foi muito danificado. Os dois pouco fizeram depois disso pelo restante de suas carreiras, se deteriorando bastante até 1875. O casco do Drache estava na época seriamente apodrecido, assim foi tirado do serviço e desmontado em 1883. O Salamander foi usado como navio de guarda entre 1875 e 1883, sendo despojado e depois desmontado em 1896.
| Navio          | Armas principais              | Deslocamento | Propulsão                             | Serviço           | Serviço          | Serviço          | Serviço            |
| Navio          | Armas principais              | Deslocamento | Propulsão                             | Batimento         | Lançamento       | Comissionamento  | Destino            |
| -------------- | ----------------------------- | ------------ | ------------------------------------- | ----------------- | ---------------- | ---------------- | ------------------ |
| SMS Drache     | 10 × 48 libras 18 × 24 libras | 3 160 t      | 1 motor a vapor; 10,5 nós (19,4 km/h) | fevereiro de 1861 | setembro de 1861 | novembro de 1862 | Desmontado em 1883 |
| SMS Salamander | 10 × 48 libras 18 × 24 libras | 3 160 t      | 1 motor a vapor; 10,5 nós (19,4 km/h) | fevereiro de 1861 | agosto de 1861   | maio de 1862     | Desmontado em 1896 |

### ClasseKaiser Max(1862)

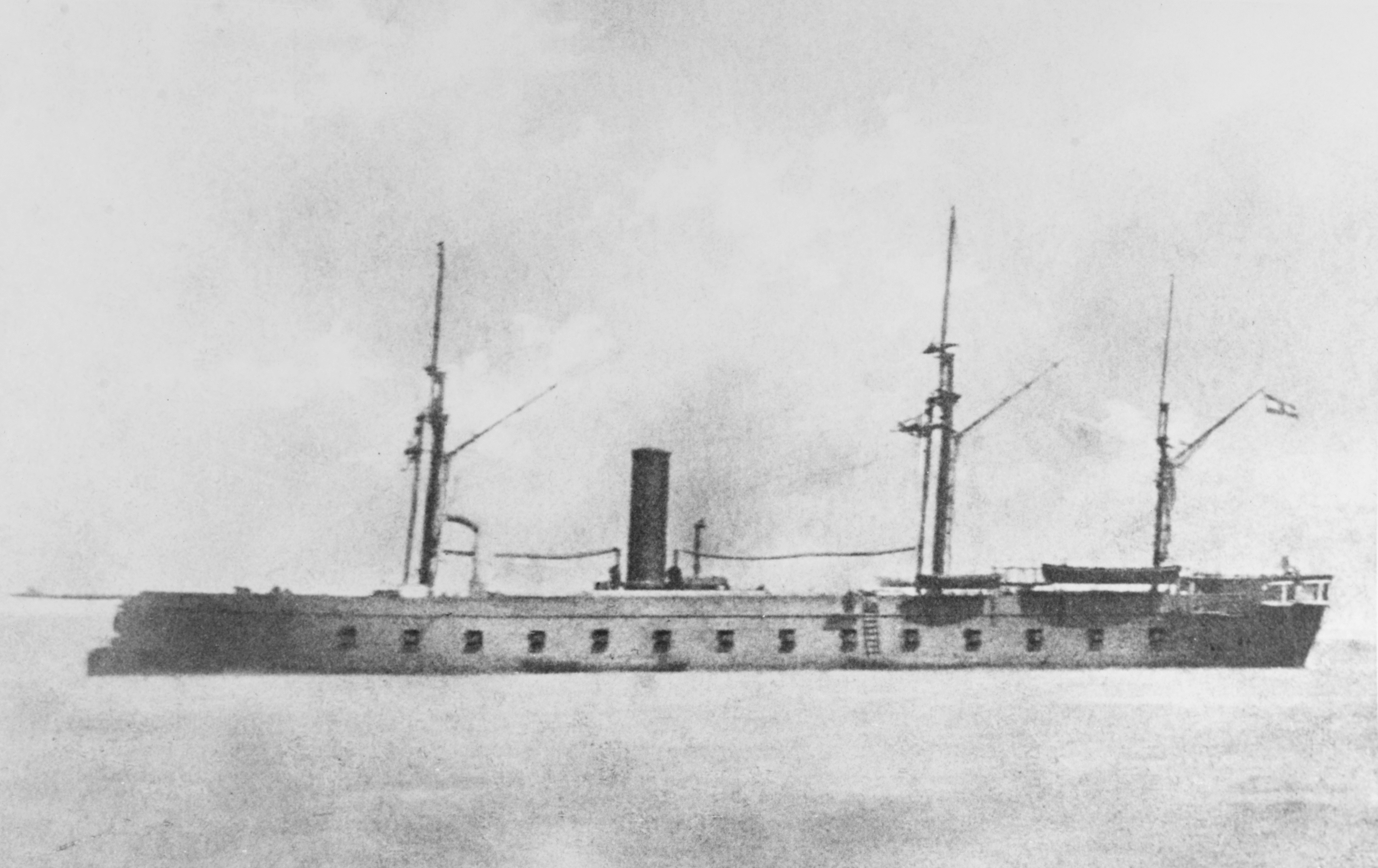
O Kaiser Max c. 1866

A recém-unificada Itália, principal rival da Áustria, também tinha iniciado um programa de construção na década de 1860 e reivindicava áreas da Áustria como historicamente italianas, assim seu expansionismo naval representava uma ameaça direta aos austríacos. Fernando Maximiliano, a fim de igualar as recentes aquisições italianas, encomendou em 1861 mais três novos ironclads. Romako novamente preparou os projetos, baseando-se na predecessora Classe Drache. As novas embarcações adotaram melhoramentos incrementais em relação a seus predecessores, incluindo motores mais poderosos e mais canhões. Seu projeto acabou tendo falhas que deixaram os navios instáveis, um problema que não pode ser corrigido em reformas realizadas em 1867.
O Don Juan d'Austria foi enviado para o Mar do Norte durante a Guerra dos Ducados do Elba, mas chegou muito tarde para participar de qualquer confronto contra a frota dinamarquesa. Os três participaram da Guerra Austro-Prussiana e estavam na Batalha de Lissa, com o Kaiser Max sendo um dos primeiros a avistar a frota italiana. Tiveram embates ferrenhos com os italianos na batalha, mas não foram seriamente danificados porque sua blindagem era forte o bastante para aguentar a artilharia inimiga. Os navios pouco fizeram depois disso devido em grande parte ao desinteresse político sobre questões navais. Deterioraram-se até estarem inutilizáveis no início da década de 1870. Foram desmontados em 1873, mas seus motores, placas de blindagem e outros equipamentos foram reutilizados para a construção dos novos ironclads da sucessora Classe Kaiser Max.
| Navio                  | Armas principais              | Deslocamento | Propulsão                            | Serviço         | Serviço       | Serviço         | Serviço             |
| Navio                  | Armas principais              | Deslocamento | Propulsão                            | Batimento       | Lançamento    | Comissionamento | Destino             |
| ---------------------- | ----------------------------- | ------------ | ------------------------------------ | --------------- | ------------- | --------------- | ------------------- |
| SMS Kaiser Max         | 16 × 48 libras 15 × 24 libras | 3 645 t      | 1 motor a vapor 11,4 nós (21,1 km/h) | outubro de 1861 | março de 1862 | 1863            | Desmontados em 1873 |
| SMS Don Juan d'Austria | 16 × 48 libras 15 × 24 libras | 3 645 t      | 1 motor a vapor 11,4 nós (21,1 km/h) | outubro de 1861 | julho de 1862 | 1863            | Desmontados em 1873 |
| SMS Prinz Eugen        | 16 × 48 libras 15 × 24 libras | 3 645 t      | 1 motor a vapor 11,4 nós (21,1 km/h) | outubro de 1861 | junho de 1862 | março de 1863   | Desmontados em 1873 |

### ClasseErzherzog Ferdinand Max

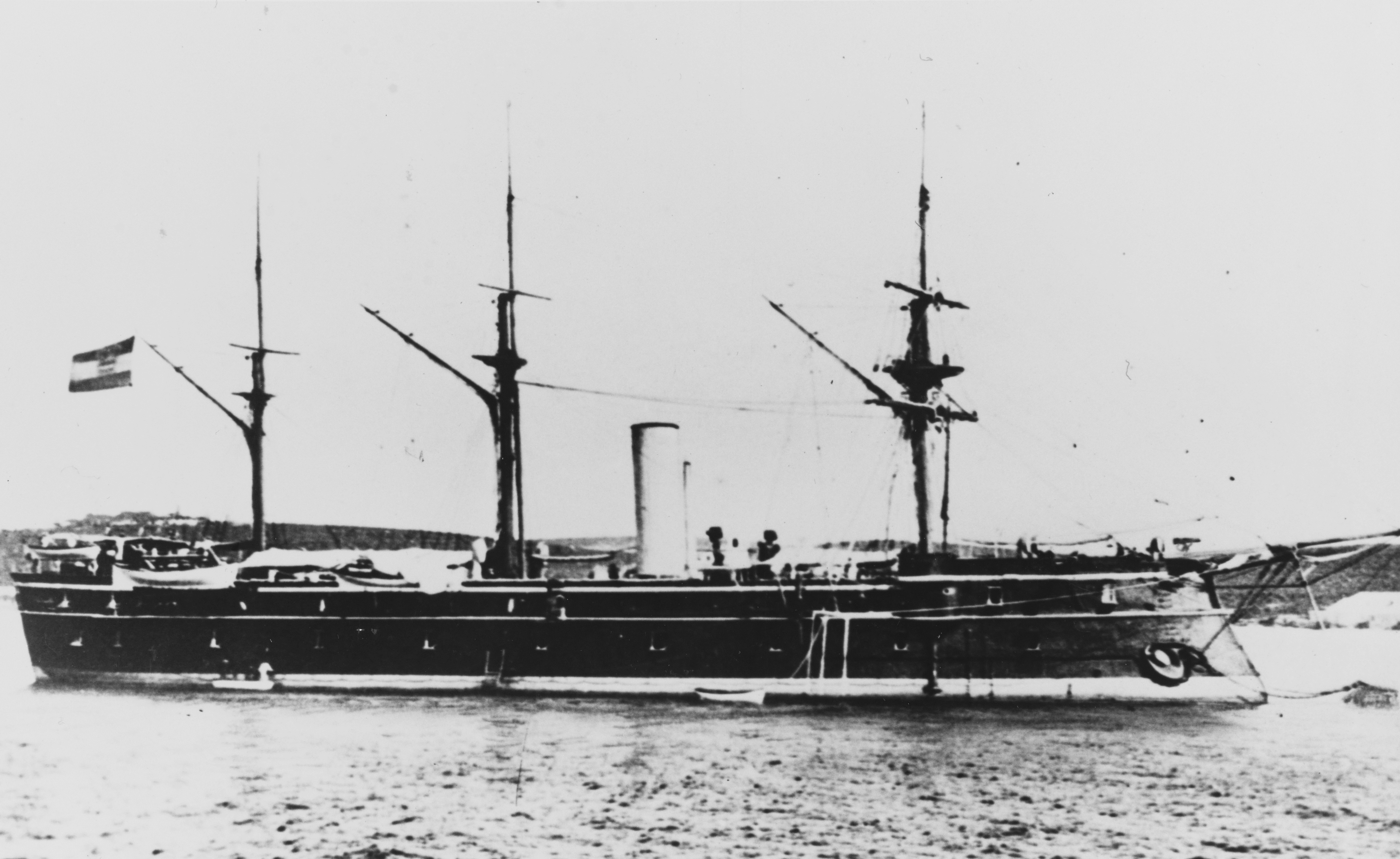
O Erzherzog Ferdinand Max após 1880

A Classe Erzherzog Ferdinand Max era muito maior que suas predecessoras, com isto permitindo que seu armamento fosse aumentado para 32 canhões de 48 libras. Entretanto, a necessidade de finalizá-los rapidamente devido a tensões cada vez maiores com a Itália forçou os estaleiros da Stabilimento Tecnico Triestino a entregá-los com apenas aproximadamente metade da bateria planejada. Os dois navios foram rapidamente colocados em serviço com o início da Guerra Austro-Prussiana. Eles nunca receberam seu armamento planejado, pois a derrota austríaca levou a um desinteresse em questões navais que impediu que o dinheiro necessário para finalizá-los fosse concedido. Foram finalmente rearmados em meados da década de 1870 com canhões de 180 milímetros.
Os dois participaram da Batalha de Lissa. O Erzherzog Ferdinand Max foi a capitânia do contra-almirante Wilhelm von Tegetthoff, o comandante da Marinha Austríaca, abalroando e afundando o ironclad italiano Re d'Italia. Já o Habsburg não esteve tão envolvido na batalha e não foi muito danificado. Passaram o resto da guerra realizando patrulhas pelo Mar Adriático, mas a frota italiana permaneceu em seus portos. Os pequenos orçamentos navais das duas décadas seguintes impediram um serviço ativo. Eles foram reduzidos para deveres secundários na década de 1880, com o Erzherzog Ferdinand Max se tornando uma embarcação auxiliar para a escola de treinamento de artilharia e o Habsburg um navio de guarda e alojamento flutuante em Pola. O Habsburg foi desmontado em 1898, mas o Erzherzog Ferdinand Max permaneceu no inventário até 1916, quando também foi desmontado.
| Navio                       | Armas principais | Deslocamento | Propulsão                             | Serviço       | Serviço       | Serviço         | Serviço            |
| Navio                       | Armas principais | Deslocamento | Propulsão                             | Batimento     | Lançamento    | Comissionamento | Destino            |
| --------------------------- | ---------------- | ------------ | ------------------------------------- | ------------- | ------------- | --------------- | ------------------ |
| SMS Erzherzog Ferdinand Max | 16 × 48 libras   | 5 210 t      | 1 motor a vapor; 12,5 nós (23,2 km/h) | maio de 1863  | maio de 1865  | julho de 1866   | Desmontado em 1916 |
| SMS Habsburg                | 16 × 48 libras   | 5 210 t      | 1 motor a vapor; 12,5 nós (23,2 km/h) | junho de 1863 | junho de 1865 | julho de 1866   | Desmonado em 1898  |

## Ironclads de bateria central

### SMSLissa

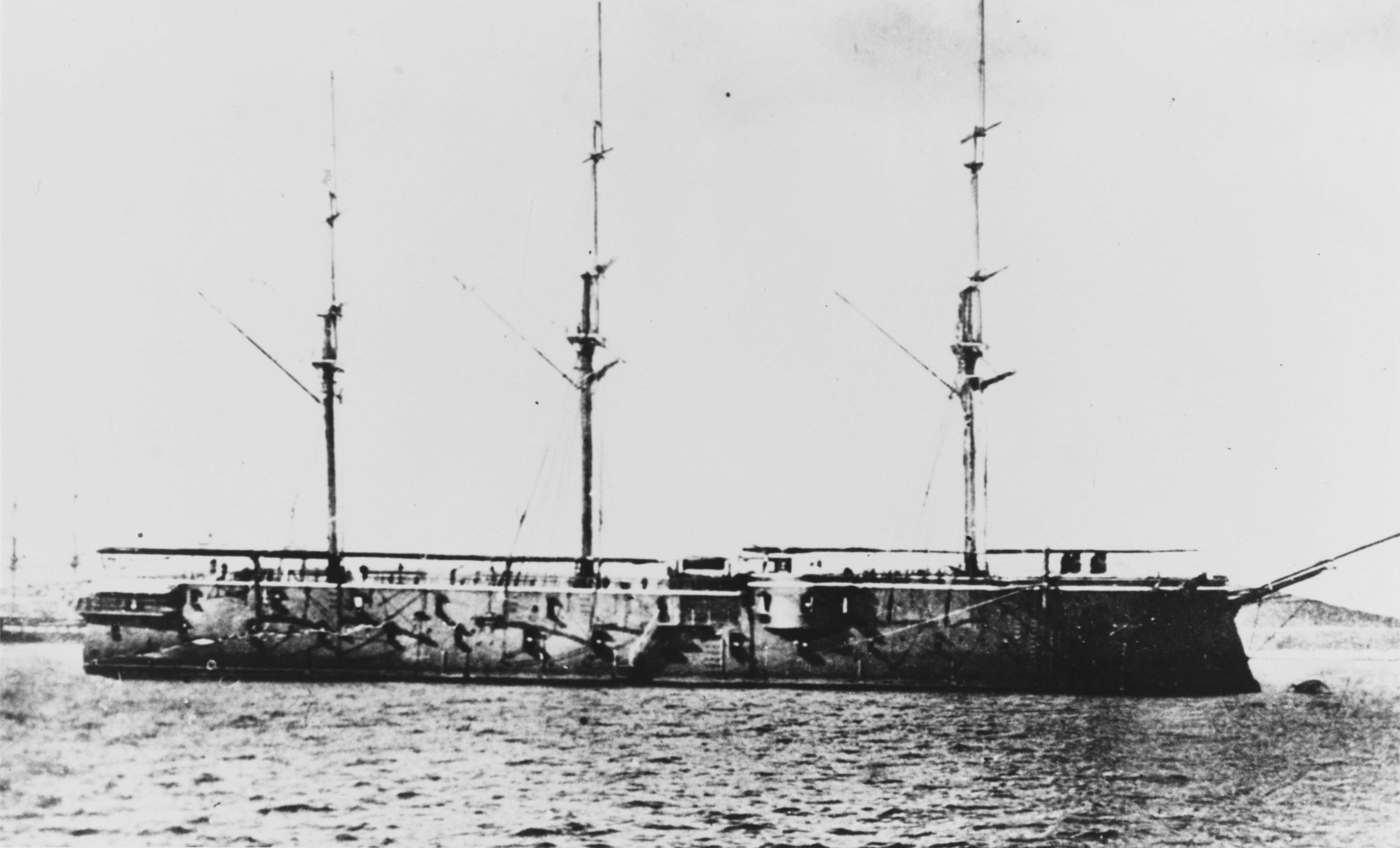
O Lissa antes de 1875

O Lissa foi o primeiro da segunda geração de ironclads austro-húngaros, construídos a partir das experiências da Batalha de Lissa. Tegetthoff tinha enfatizado táticas de abalroamento a fim de compensar sua inferioridade numérica. Estas táticas dificultavam o uso dos armamentos no tradicional arranjo lateral de ironclads anteriores, mas o então recém-desenvolvido navio de bateria central resolvia essa questão. Projetos deste tipo concentravam o armamento principal em uma casamata localizada na parte central da embarcação, permitiam uma blindagem mais espessa ao mesmo tempo que menor em escala e melhores arcos de disparo para atirar à vante ou à ré. O projeto do Lissa também foi preparado por Romako, que se inspirou no britânico HMS Hercules. Entretanto, diferentemente do navio britânico, a casamata do navio austro-húngaro ficava dividida em dois conveses. Apesar do país ter sido derrotado pela Prússia um ano antes da Guerra Austro-Prussiana, os armamentos do Lissa foram encomendados da prussiana Krupp.
Escassez de dinheiro adiou a finalização da embarcação, algo que também limitou sua carreira. Permaneceu atracado e inativo na reserva durante a maior parte da década de 1870, mesmo estando nominalmente designado para a esquadra de ironclads. Durante este período, o único evento de destaque foi um incêndio quase a bordo em 1872. Seu casco estava seriamente apodrecido em 1880, assim passou por uma reforma em que teve seu armamento reformulado e a madeira de seu casco substituída. Voltou para a esquadra da ironclads, continuando a servir até 1888. O Lissa foi tirado de serviço em 1892 e desmontado até 1895.
| Navio     | Armas principais | Deslocamento | Propulsão                             | Serviço       | Serviço           | Serviço         | Serviço                 |
| Navio     | Armas principais | Deslocamento | Propulsão                             | Batimento     | Lançamento        | Comissionamento | Destino                 |
| --------- | ---------------- | ------------ | ------------------------------------- | ------------- | ----------------- | --------------- | ----------------------- |
| SMS Lissa | 12 × 229 mm      | 7 200 t      | 1 motor a vapor; 12,8 nós (23,7 km/h) | junho de 1867 | fevereiro de 1869 | maio de 1871    | Desmontado em 1893–1895 |

### SMSCustoza

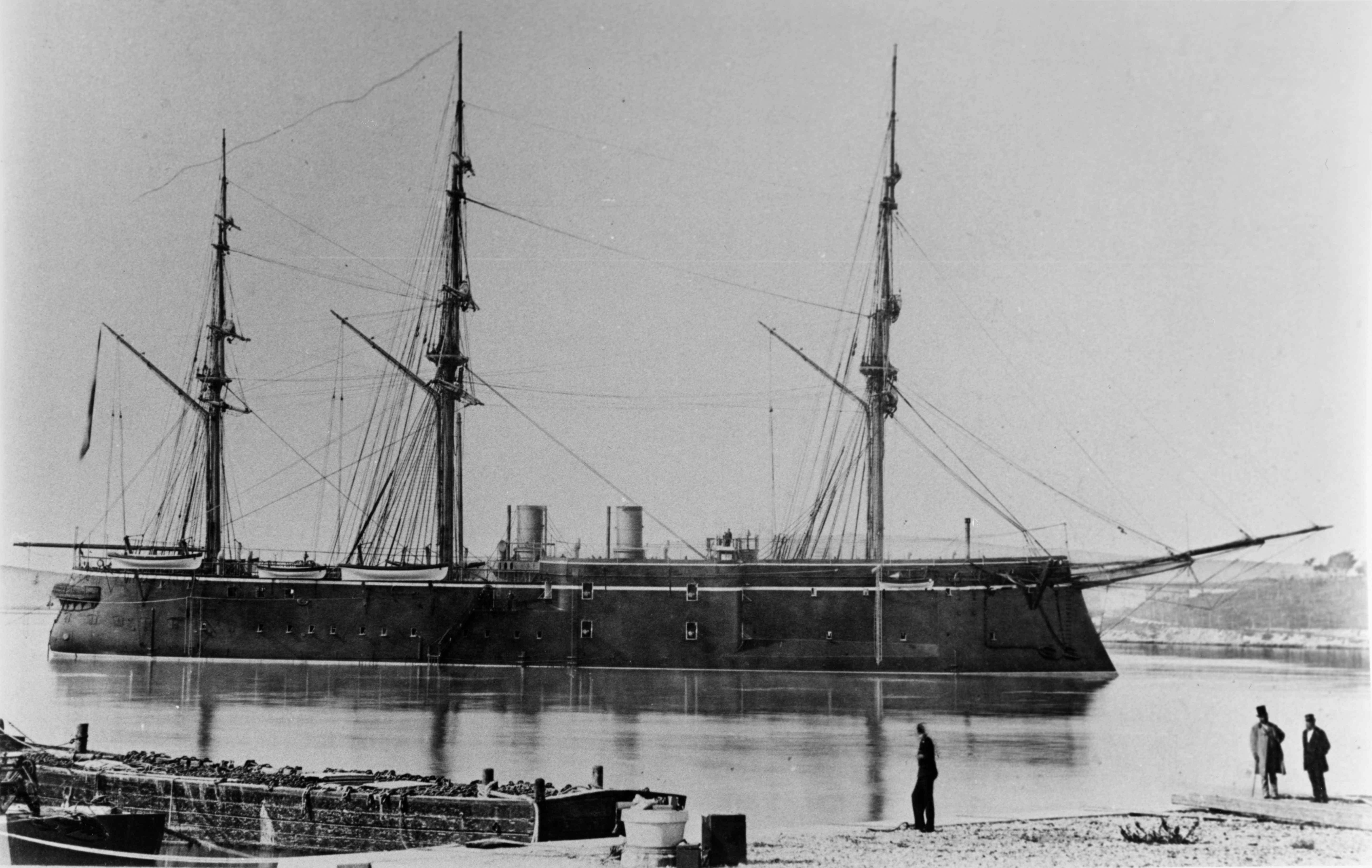
O Custoza c. 1880

O Custoza foi encomendado por Tegetthoff e mais uma embarcação projetada por Romako. O navio adotou o mesmo projeto básico do Lissa, mas incorporou vários melhoramentos, incluindo um armamento principal mais poderoso composto por dez canhões de 260 milímetros em um novo arranjo que permitia que mais armas fossem disparadas à vante do que antes. Seu casco foi feito inteiramente de ferro, o primeiro navio capital austro-húngaro construído com um casco todo de ferro. Entretanto, seu projeto já era obsoleto na época em que entrou em serviço, consequência do rápido desenvolvimento tecnológico naval do período. A Itália tinha na mesma época já iniciado as obras de seus ironclads da Classe Duilio, armados com poderosos canhões de 450 milímetros em torres de artilharia. Mesmo assim, o Custoza e contemporâneo Erzherzog Albrecht serviram de base para o sucessor Tegetthoff.
O Custoza passou a década de 1870 inativo, como o resto dos ironclads austro-húngaros. Participou em 1880 de uma demonstração naval internacional contra o Império Otomano a fim de forçar a transferência  de Ulcinj para Montenegro, como estabelecido pelo Congresso de Berlim em 1878. Participou em 1888 da abertura da Exposição Universal de Barcelona junto com vários outros navios austro-húngaros, tendo sido a maior esquadra que a Marinha Austro-Húngara operou fora do Adriático. Serviu como navio-escola entre 1902 e 1914, sendo convertido em um alojamento flutuante depois do início da Primeira Guerra Mundial. Exerceu esta função até 1920, quando foi entregue para a Itália como prêmio de guerra e desmontado.
| Navio       | Armas principais | Deslocamento | Propulsão                             | Serviço          | Serviço        | Serviço           | Serviço            |
| Navio       | Armas principais | Deslocamento | Propulsão                             | Batimento        | Lançamento     | Comissionamento   | Destino            |
| ----------- | ---------------- | ------------ | ------------------------------------- | ---------------- | -------------- | ----------------- | ------------------ |
| SMS Custoza | 8 × 260 mm       | 7 855 t      | 1 motor a vapor; 13,7 nós (25,4 km/h) | novembro de 1868 | agosto de 1872 | fevereiro de 1875 | Desmontado em 1920 |

### SMSErzherzog Albrecht

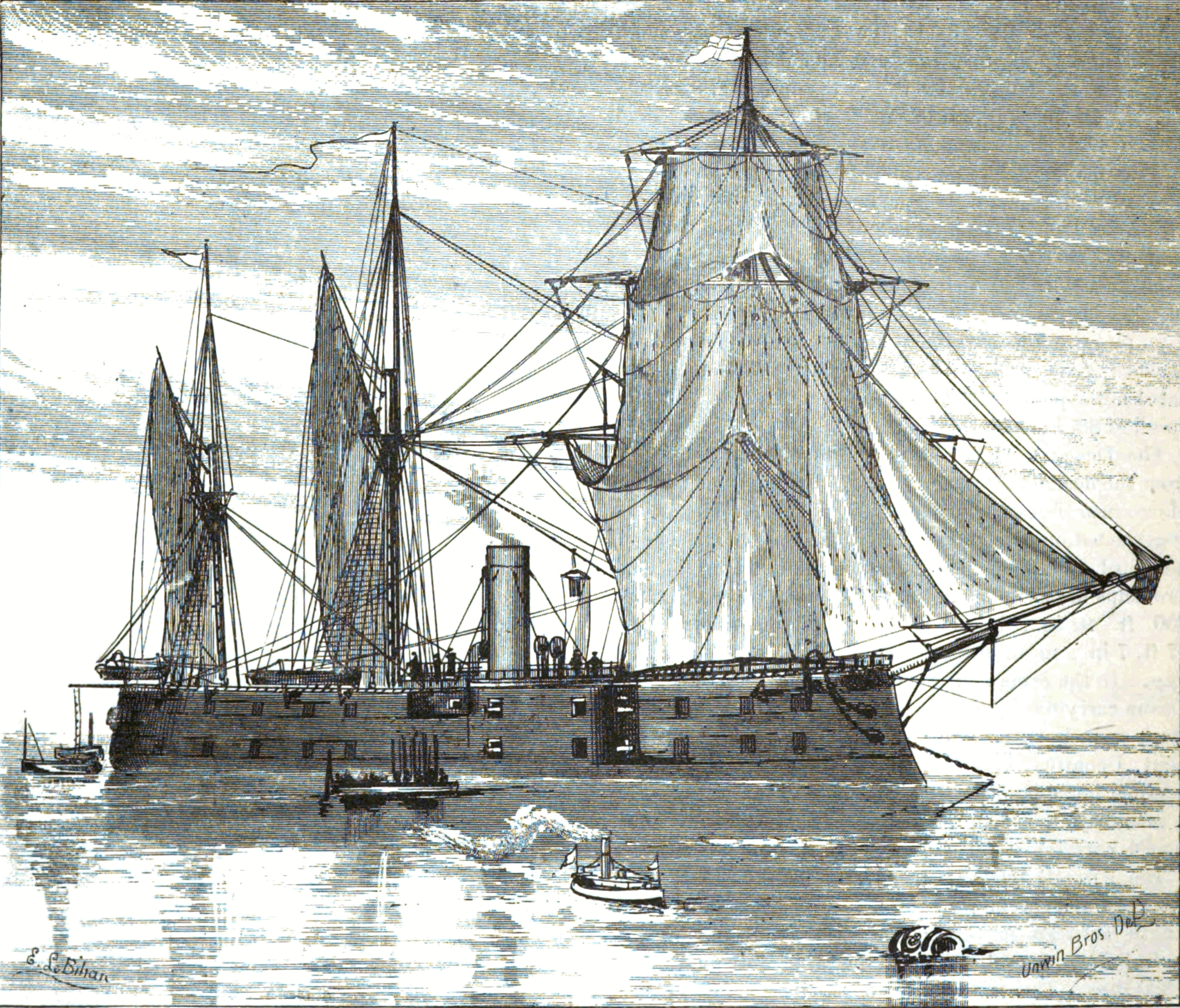
O Erzherzog Albrecht c. 1886

O Erzherzog Albrecht foi encomendado em 1869 na mesma época que o Custoza, mas limitações orçamentárias forçaram Romako a produzir um projeto menor e mais barato para a segunda embarcação. O navio foi equipado com um armamento menos poderoso de canhões de oito canhões 240 milímetros no mesmo arranjo empregado no Custoza. Assim como seu predecessor, o Erzherzog Albrecht também tinha um casco feito inteiramente de ferro. Os orçamentos cronicamente pequenos da época causaram dificuldades nos pagamentos para os fabricantes britânicos das placas de blindagens, o que por sua vez adiou sua finalização.
O Erzherzog Albrecht foi mais um ironclad austro-húngaro que passou a década de 1870 inativo, sendo ativado apenas em 1881 com o objetivo de ajudar na subjugação de uma revolta na Baía de Cátaro. Estas operações terminaram em março de 1882, com ele e vários outros navios tendo bombardeado posições rebeldes na área. Participou de exercícios de treinamento com a frota em 1887 e 1889, mas também pouco fez no decorrer da década de 1880. Foi renomeado para Feuerspeier em 1908 e convertido para uso da escola de artilharia. Tornou-se em 1915 um alojamento flutuante para tripulações de submarinos na Primeira Guerra Mundial, sendo entregue para a Itália como prêmio de guerra ao final do conflito. Foi renomeado para Buttafuoco e usado como um depósito até 1950, quando foi finalmente desmontado, provavelmente o último ironclad austro-húngaro ainda existente no mundo na época.
| Navio                  | Armas principais | Deslocamento | Propulsão                             | Serviço       | Serviço       | Serviço         | Serviço            |
| Navio                  | Armas principais | Deslocamento | Propulsão                             | Batimento     | Lançamento    | Comissionamento | Destino            |
| ---------------------- | ---------------- | ------------ | ------------------------------------- | ------------- | ------------- | --------------- | ------------------ |
| SMS Erzherzog Albrecht | 8 × 240 mm       | 6 080 t      | 1 motor a vapor; 12,8 nós (23,7 km/h) | junho de 1870 | abril de 1872 | junho de 1874   | Desmontado em 1950 |

### SMSKaiser

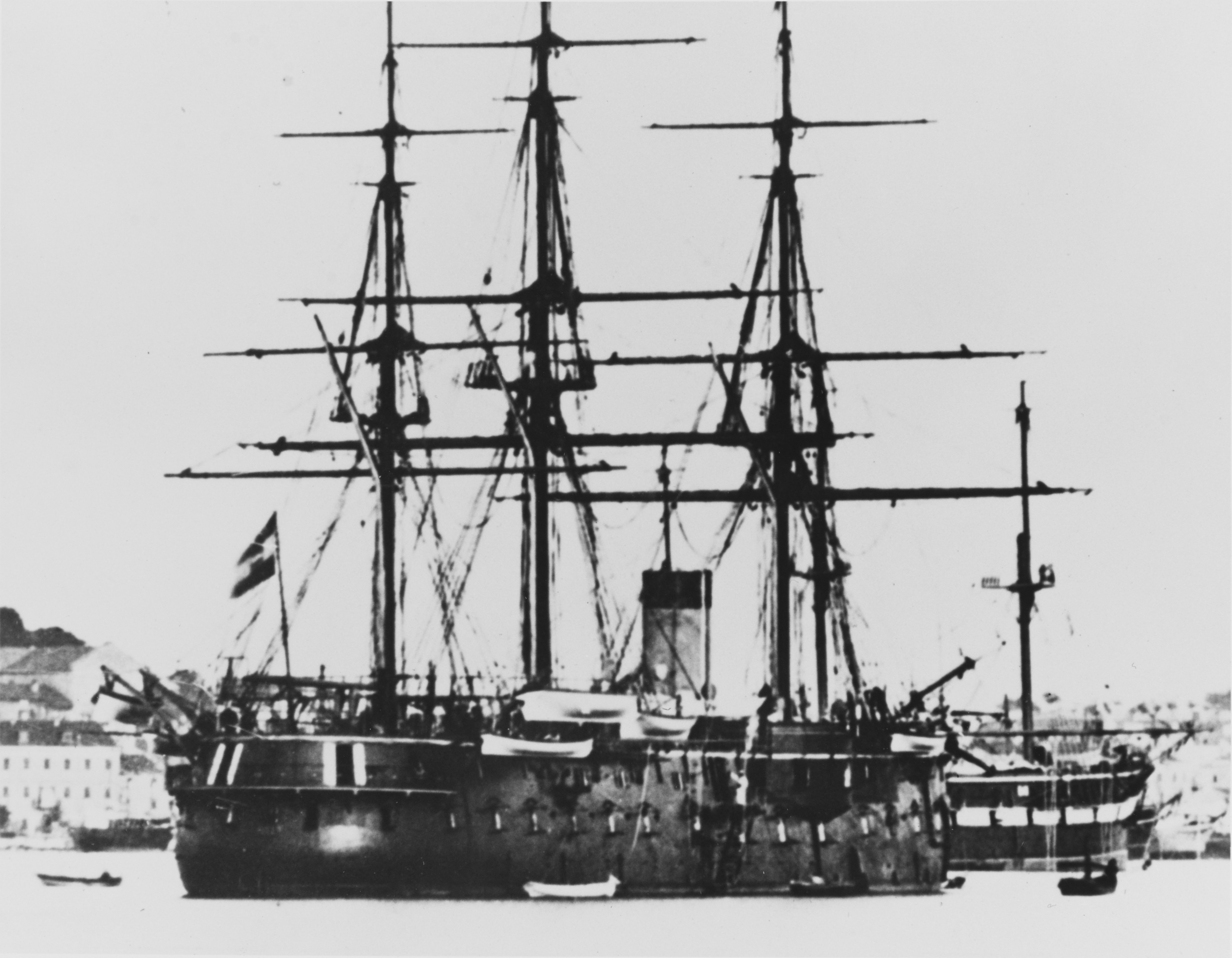
O Kaiser após 1874

O Kaiser foi originalmente construído na década de 1850 como um navio de linha de 92 canhões, o único de seu tipo na Marinha Austro-Húngara. Participou da Batalha de Lissa e foi o último navio de linha a participar de uma batalha naval, tendo enfrentado cinco ironclads italianos ao mesmo tempo e infligido danos sérios no Affondatore. Tegetthoff conseguiu a concessão de dinheiro para a modernização do Kaiser por meio de seu programa de expansão naval. Foi reconstruído como um ironclad de bateria central a partir de 1869, sendo rearmado com uma bateria de nove canhões de 229 milímetros em uma casamata de dois conveses.
O navio também passou a década de 1870 fora de serviço, resultado dos baixos orçamentos e também das tentativas dos engenheiros de melhorarem sua baixa velocidade máxima. Recebeu uma nova hélice em 1876, o que aumentou a velocidade em mais de um nó, também recebendo novas caldeiras em 1880. A Marinha Austro-Húngara determinou em 1893 que não valia mais a pena manter o Kaiser, iniciando dois anos depois conversas com a Venezuela sobre uma possível venda, mas nada se deu. Em vez disso foi convertido em um alojamento flutuante entre 1901 e 1902, sendo renomeado Bellona e exercendo essa função até depois do fim da Primeira Guerra Mundial. Foi tomado pela Itália ao final do conflito, porém seu destino final é desconhecido.
| Navio      | Armas principais | Deslocamento | Propulsão                             | Serviço                | Serviço      | Serviço          | Serviço      |
| Navio      | Armas principais | Deslocamento | Propulsão                             | Início da reconstrução | Relançamento | Comissionamento  | Destino      |
| ---------- | ---------------- | ------------ | ------------------------------------- | ---------------------- | ------------ | ---------------- | ------------ |
| SMS Kaiser | 10 × 229 mm      | 5 810 t      | 1 motor a vapor; 11,5 nós (21,4 km/h) | fevereiro de 1869      | 1871         | dezembro de 1873 | Desconhecido |

### ClasseKaiser Max(1875)

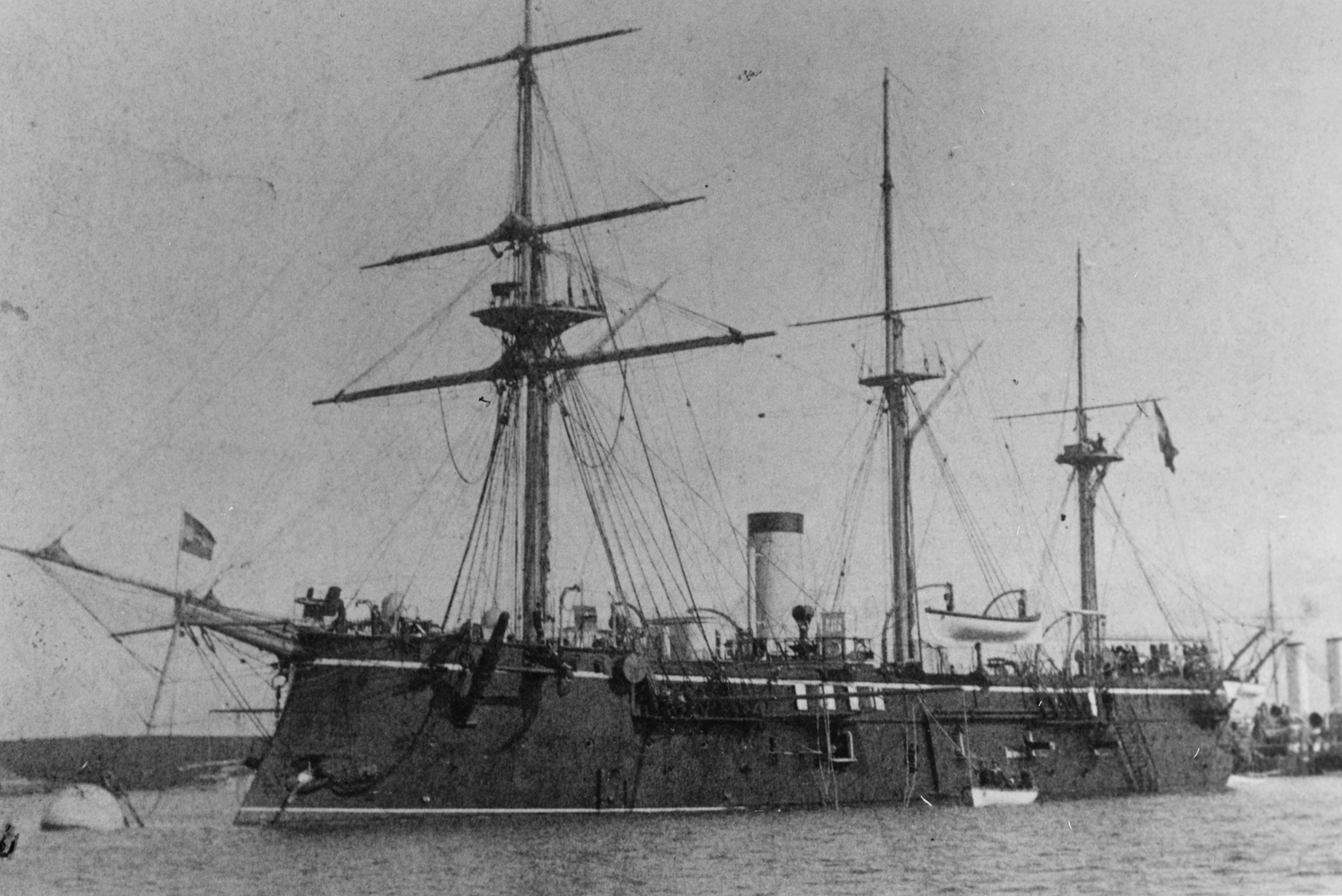
O Kaiser Max c. 1880–1889

Tegetthoff morreu em 1871 sem conseguir garantir financiamento para um programa de longo-prazo. Seu sucessor, o vice-almirante barão Friedrich von Pöck, carecia do mesmo prestígio e foi ainda menos bem-sucedido em convencer os governos a apoiarem suas ideias. Ele conseguiu em 1873 a autorização para reconstruir os três antigos e muito deteriorados navios da Classe Kaiser Max. Na realidade, Pöck os desmontou e reaproveitou apenas alguns componentes como motores e placas de blindagem, usando o dinheiro para construir três ironclads novos, que ele nomeou com os mesmos nomes dos antigos a fim de esconder o que havia feito. Os três mostraram-se bem baratos de construir, custando quase o mesmo que o Erzherzog Albrecht. Romako preparou o projeto, que era pequeno e com uma bateria de canhões de 209 milímetros, com estes podendo disparar apenas à vante e não à ré. O cinturão de blindagem da Classe Kaiser Max foi construído com aço Bessemer, diferentemente de ferro forjado de ironclads anteriores.
Os navios passaram a maior parte de suas existências inativos. O Prinz Eugen participou em 1880 da demonstração naval contra o Império Otomano para a transferência de Ulcinj. Eles visitaram a Espanha em 1888 para a abertura da Exposição Universal de Barcelona. Foram tirados de serviço no início da década de 1900 a fim de reduzir os gastos navais. O Kaiser Max e o Don Juan d'Austria se tornaram alojamentos flutuantes, já o Prinz Eugen foi renomeado Vulkan e convertido em um navio de reparos. O Don Juan d'Austria afundou sob circunstâncias desconhecidas em 1919. Os dois restantes foram tomados pela Itália ao final da Primeira Guerra Mundial, mas o tratado final de paz os concedeu ao Reino dos Sérvios, Croatas e Eslovenos. Entretanto, os italianos se recusaram a entregar o Vulkan, cujo destino é desconhecido. O Kaiser Max foi entregue e renomeado Tivat, mas seu destino final também é desconhecido.
| Navio                  | Armas principais | Deslocamento | Propulsão                             | Serviço           | Serviço          | Serviço          | Serviço         |
| Navio                  | Armas principais | Deslocamento | Propulsão                             | Batimento         | Lançamento       | Comissionamento  | Destino         |
| ---------------------- | ---------------- | ------------ | ------------------------------------- | ----------------- | ---------------- | ---------------- | --------------- |
| SMS Kaiser Max         | 8 × 209 mm       | 3 605 t      | 1 motor a vapor; 13,3 nós (24,6 km/h) | fevereiro de 1874 | dezembro de 1875 | outubro de 1876  | Desconhecido    |
| SMS Don Juan d'Austria | 8 × 209 mm       | 3 605 t      | 1 motor a vapor; 13,3 nós (24,6 km/h) | fevereiro de 1874 | outubro de 1875  | junho de 1876    | Afundou em 1919 |
| SMS Prinz Eugen        | 8 × 209 mm       | 3 605 t      | 1 motor a vapor; 13,3 nós (24,6 km/h) | outubro de 1874   | setembro de 1877 | novembro de 1878 | Desconhecido    |

### SMSTegetthoff

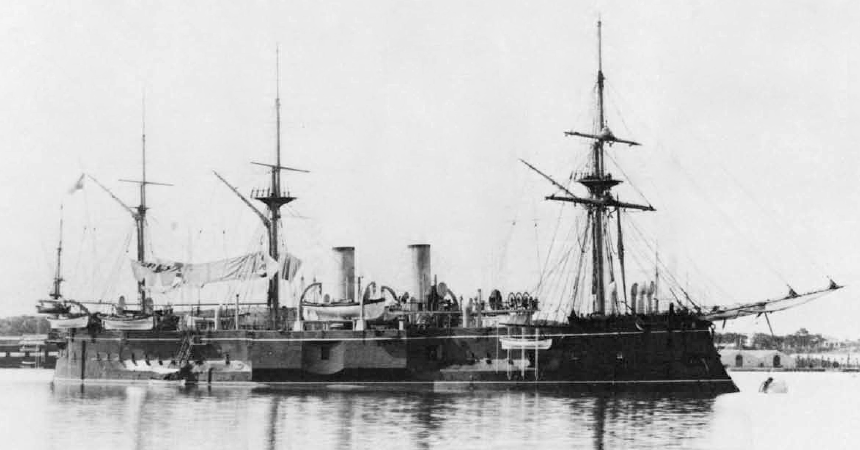
O Tegetthoff na década de 1880

Pöck finalmente conseguiu em 1875 aprovação do governo para a construção de um ironclad novo, que seria o último a ser projetado por Romako. Vários componentes importantes do navio foram importados, assim como havia ocorrido em embarcações anteriores, pois a Áustria-Hungria carecia de capacidade industrial para supri-los: o aço veio do Reino Unido e os canhões da recém-unificada Alemanha. O Tegetthoff foi armado com armas de 283 milímetros, sendo o maior e mais poderoso navio da Marinha Austro-Húngara pelas décadas seguintes. Mesmo assim ele representou um meio-termo político, com seu projeto sendo obsoleto e menor do que outros ironclads estrangeiros equivalentes, resultado da necessidade de manter os custos os mais baixos possíveis.
O início de carreira do Tegetthoff foi marcado por problemas crônicos em seus motores que o deixaram fora de serviço durante boa parte do tempo. Ficou designado à Esquadra Ativa no decorrer da década de 1880, mas sua tripulação só foi capaz de manter seus motores totalmente operacionais nos anos de 1883, 1887 e 1888. Participou em 1888 da visita a Espanha para a abertura da Exposição Universal da Barcelona. Foi modernizado em 1893, quando seus motores defeituosos foram substituídos por novos maquinários fabricados na Alemanha. Foi reduzido a um navio de guarda e Pola em 1897. A Áustria-Hungria tentou vendê-lo em 1908 para o Uruguai junto com o Kronprinz Erzherzog Rudolf e Kronprinzessin Erzherzogin Stephanie, mas o acordo não deu certo. Foi renomeado para Mars em 1912, enquanto em 1917 foi convertido em um navio-escola. Foi entregue à Itália depois da Primeira Guerra Mundial e desmontado em 1920.
| Navio          | Armas principais | Deslocamento | Propulsão                         | Serviço       | Serviço         | Serviço          | Serviço            |
| Navio          | Armas principais | Deslocamento | Propulsão                         | Batimento     | Lançamento      | Comissionamento  | Destino            |
| -------------- | ---------------- | ------------ | --------------------------------- | ------------- | --------------- | ---------------- | ------------------ |
| SMS Tegetthoff | 6 × 283 mm       | 7 950 t      | 1 motor a vapor; 13 nós (24 km/h) | abril de 1876 | outubro de 1878 | setembro de 1882 | Desmontado em 1920 |

## Ironclads de barbeta

### SMSKronprinz Erzherzog Rudolf

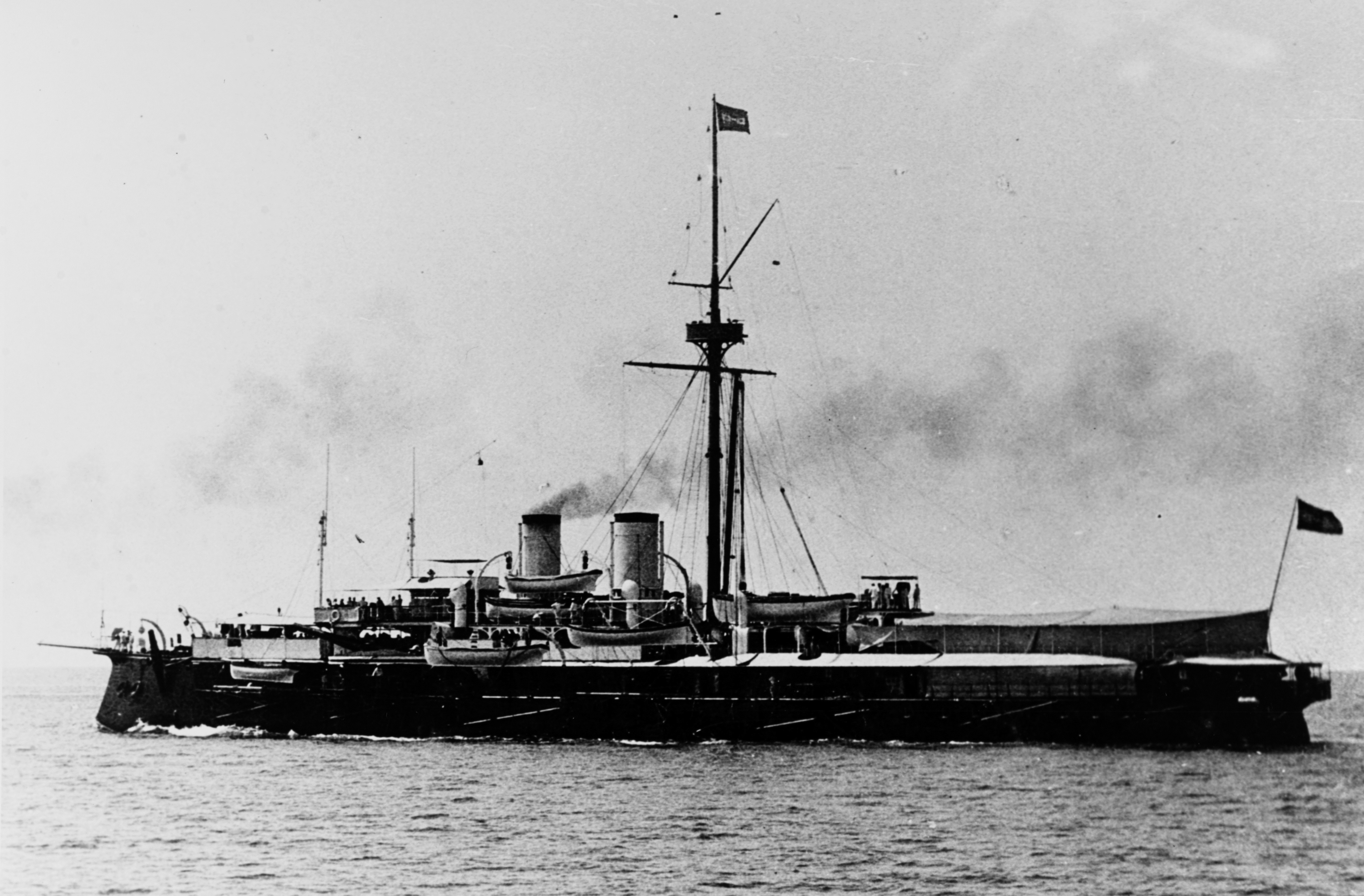
O Kronprinz Erzherzog Rudolf c. décadas 1890–1900

Pöck conseguiu em 1881 financiamento para a construção de um substituto do antigo Salamander, sendo o primeiro ironclad projetado por Josef Kuchinka. O Kronprinz Erzherzog Rudolf foi o primeiro ironclad de barbeta austro-húngaro e o primeiro navio capital da frota protegido por uma blindagem composta, que tinha sido fabricada na Alemanha. Era armado com três canhões de 305 milímetros em barbetas individuais, as maiores armas operadas pela Marinha Austro-Húngara até então. Além disso, foi o primeiro navio capital do país com motores de tripla-expansão, o que lhe deu uma velocidade máxima superior a embarcações anteriores.
O Kronprinz Erzherzog Rudolf participou de um cruzeiro internacional pelo Mar Mediterrâneo e Mar do Norte assim que entrou em serviço, mas durante a viagem sofreu de problemas recorrentes com seus motores. Foi considerado obsoleto já em 1898, consequência do rápido ritmo de desenvolvimento tecnológico naval que deixou seu projeto obsoleto em menos de dez anos. O governo tentou vendê-lo para o Uruguai em 1908, mas sem sucesso. Serviu como navio de defesa de costa na Baía de Cátaro durante a Primeira Guerra Mundial, com sua tripulação brevemente se amotinando em fevereiro de 1918. Foi entregue para o Reino dos Sérvios, Croatas e Eslovenos depois da guerra, sendo renomeado para Kumbor, mas foi mantido apenas brevemente e desmontado em 1922.
| Navio                          | Armas principais | Deslocamento | Propulsão                                          | Serviço         | Serviço       | Serviço          | Serviço            |
| Navio                          | Armas principais | Deslocamento | Propulsão                                          | Batimento       | Lançamento    | Comissionamento  | Destino            |
| ------------------------------ | ---------------- | ------------ | -------------------------------------------------- | --------------- | ------------- | ---------------- | ------------------ |
| SMS Kronprinz Erzherzog Rudolf | 3 × 305 mm       | 7 430 t      | 2 motores de tripla-expansão; 15,5 nós (28,7 km/h) | janeiro de 1884 | julho de 1887 | setembro de 1889 | Desmontado em 1922 |

### SMSKronprinzessin Erzherzogin Stephanie

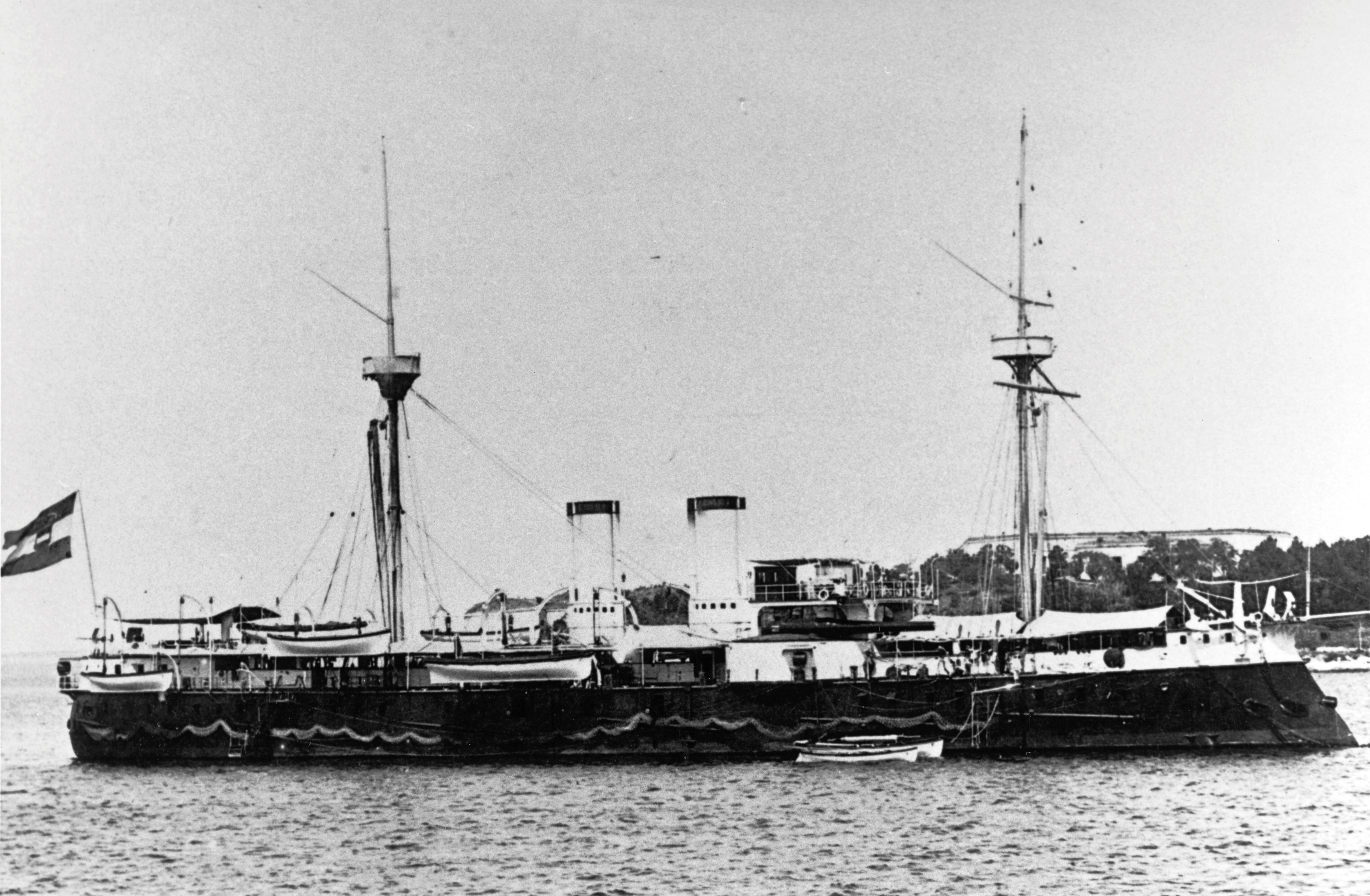
O Kronprinzessin Erzherzogin Stephanie c. décadas de 1890–1900

Pöck se aposentou em 1883 e seu sucessor, o vice-almirante barão Maximilian Daublebsky von Sterneck, também fracassou em conseguir apoio para a construção de novos ironclads a fim de modernizar a frota. Assim, ele recorreu ao mesmo subterfúgio que seu predecessor usou para construir a Classe Kaiser Max. Pöck, antes de se aposentar, tinha conseguido dinheiro para a modernização do Erzherzog Ferdinand Max, mas Sterneck usou esse dinheiro para construir o Kronprinzessin Erzherzogin Stephanie. O novo navio era uma versão menor do predecessor Kronprinz Erzherzog Rudolf e armado com apenas dois canhões de 305 milímetros. Usou motores compostos mais antigos, porém mesmo assim era dois nós mais rápido que o Kronprinz Erzherzog Rudolf.
O Kronprinzessin Erzherzogin Stephanie participou em 1889 da mesma viagem internacional pelo Mediterrâneo e Mar do Norte que o Kronprinz Erzherzog Rudolf, enquanto em 1897 participou de uma demonstração naval no Mediterrâneo em resposta à Revolta de Creta contra o domínio otomano. Também foi considerado obsoleto em 1898 e acabou descomissionado em 1905. Foi convertido em 1910 em um alojamento flutuante para a escola de guerra de minas, papel que desempenhou até o fim da Primeira Guerra Mundial. A Itália recebeu a embarcação como prêmio de guerra ao final do conflito, sendo desmontada em 1926.
| Navio                                    | Armas principais | Deslocamento | Propulsão                             | Serviço          | Serviço       | Serviço         | Serviço            |
| Navio                                    | Armas principais | Deslocamento | Propulsão                             | Batimento        | Lançamento    | Comissionamento | Destino            |
| ---------------------------------------- | ---------------- | ------------ | ------------------------------------- | ---------------- | ------------- | --------------- | ------------------ |
| SMS Kronprinzessin Erzherzogin Stephanie | 2 × 305 mm       | 5 630 t      | 2 motores compostos; 17 nós (31 km/h) | novembro de 1884 | abril de 1887 | julho de 1889   | Desmontado em 1926 |

### Citações
1. 1 2 3 4 5 6   Sieche & Bilzer 1979, p. 267
2. 1 2   Pawlik 2003, p. 6
3. 1 2   Sondhaus 1994, pp. 6–7
4. ↑   Silverstone 1984, p. 17
5. 1 2   Sieche & Bilzer 1979, pp. 267–268
6. 1 2   Sokol 1968, pp. 45–47
7. ↑   Greene & Massignani 1998, p. 210
8. ↑   Wilson 1896, pp. 235–243, 245
9. ↑   Silverstone 1984, p. 31
10. ↑   Silverstone 1984, pp. 26, 31
11. ↑   Sieche & Bilzer 1979, pp. 334–335
12. 1 2 3 4 5 6 7 8 9 10 11   Sieche & Bilzer 1979, p. 268
13. ↑   Greene & Massignani 1998, pp. 210–211
14. ↑   Sokol 1968, p. 44
15. ↑   Wilson 1896, pp. 230–235, 242–245
16. ↑   Sieche & Bilzer 1979, pp. 267–268, 270
17. ↑   Sondhaus 1994, pp. 40–41, 45–46
18. 1 2   Wilson 1896, p. 226
19. ↑   Sondhaus 1994, p. 8
20. ↑   Sokol 1968, p. 48
21. ↑   Wilson 1896, pp. 236–241, 245
22. ↑   Sondhaus 1994, pp. 1–3
23. ↑   Sondhaus 1994, pp. 44–47
24. ↑   Sieche & Bilzer 1979, pp. 17, 267, 269
25. 1 2 3 4 5 6 7 8 9 10 11 12 13 14 15 16 17   Sieche & Bilzer 1979, p. 269
26. ↑   Sondhaus 1994, p. 25
27. ↑   Pawlik 2003, pp. 43–44
28. ↑   Sondhaus 1994, p. 78
29. ↑   Pawlik 2003, p. 43
30. ↑   Pawlik 2003, p. 81
31. ↑   Dislère 1877, pp. 24–25
32. ↑   Fraccaroli 1979, p. 340
33. ↑   Dislère 1877, p. 24
34. ↑   Sondhaus 1994, p. 65
35. ↑   Sondhaus 1994, pp. 107–108
36. ↑   Pawlik 2003, p. 103
37. 1 2   Greger 1976, p. 137
38. ↑   Sondhaus 1994, pp. 25–26
39. ↑   Sondhaus 1994, pp. 65, 83
40. ↑   Pawlik 2003, p. 83
41. ↑   "Foreign Items" 1889, p. 913
42. ↑   Sieche & Bilzer 1979, pp. 268–271
43. ↑   Pawlik 2003, p. 90
44. ↑   Lambert 1984, pp. 114–115
45. ↑   Sokol 1968, pp. 26, 45–47
46. ↑   Wilson 1896, pp. 234–236, 238–240, 244
47. ↑   Sondhaus 1994, p. 21
48. ↑   Pawlik 2003, p. 48
49. 1 2 3 4 5 6 7 8 9 10 11 12 13 14 15 16 17 18 19 20   Sieche & Bilzer 1979, p. 270
50. ↑   Pawlik 2003, pp. 49–50
51. ↑   Sondhaus 1994, p. 100
52. 1 2   Pawlik 2003, pp. 50, 59
53. 1 2   Greger 1976, p. 135
54. ↑   Sondhaus 1994, pp. 45–46
55. ↑   Brassey 1882, p. 259
56. ↑   Brassey 1882, p. 258
57. ↑   Sondhaus 1994, pp. 65, 107, 155
58. 1 2   Vego 1982, p. 347
59. ↑   Sokol 1968, p. 57
60. ↑   Sondhaus 1994, pp. 37–39, 46–47
61. ↑   Sokol 1968, p. 60
62. ↑   Sondhaus 1994, pp. 91, 107
63. 1 2   Greger 1976, p. 16
64. ↑   Sondhaus 1994, p. 219
65. 1 2 3 4 5 6 7 8 9 10 11 12   Sieche & Bilzer 1979, p. 271
66. ↑   Sondhaus 1994, pp. 86, 90, 100
67. ↑   Sondhaus 1994, pp. 100, 112, 144, 158, 219
68. ↑   O'Hara, Dickson & Worth 2013, p. 8
69. ↑   Sokol 1968, p. 132
70. 1 2   Sieche 1985, p. 330
71. ↑   Sondhaus 1994, pp. 86–87
72. ↑   Sondhaus 1994, pp. 100, 112, 132, 390